# 木田金次郎
木田 金次郎（きだ きんじろう、1893年（明治26年）7月16日 - 1962年（昭和37年）12月15日）は、北海道岩内町出身の画家。
有島武郎の小説「生れ出づる悩み」のモデルとなった画家で、自由奔放な作風によって同町の自然を数多く描いた。

## 人物・経歴
岩内尋常高等小学校高等科卒業後、上京し開成中学、京北中学に通う。京北中学時代から絵を描き始め、また上野の展覧会に通うようになる。1910年、学校を中退し札幌市郊外で絵を描き続ける日々を送る。札幌で開催されていた黒百合会（東北帝国大学農科大学美術部）の展覧会で有島武郎の絵と出会い感銘を受け、スケッチを携えて訪問。以後有島との交友が生まれるが、その後岩内に帰郷し漁業に従事する。
1923年に有島が死去して以降、漁業を離れ画業に専念する決意を固める。1945年、後志美術協会や全道美術協会の創立に参加するが、出品はしなかった。戦後になってようやく画家として認められるようになり、1953年札幌市にて初個展を開催。1954年、洞爺丸台風による「岩内大火」により作品の大多数が焼失する。1962年12月15日、脳出血で死去。69歳没。墓所は岩内町の東山墓地。
1994年に同町に木田金次郎美術館が開館し、その設計を長男の木田尚斌が手がけた。
忌日は「どんざ忌」と呼ばれており、偉業をたたえるため1995年から木田金次郎美術館で続けられている。
2014年10月、日本たばこ産業（JT）が所有する油彩『半農の漁村』（1956年頃制作）と油彩『茶津の断崖』（1958年頃制作）の計2点が木田金次郎美術館に寄贈された。

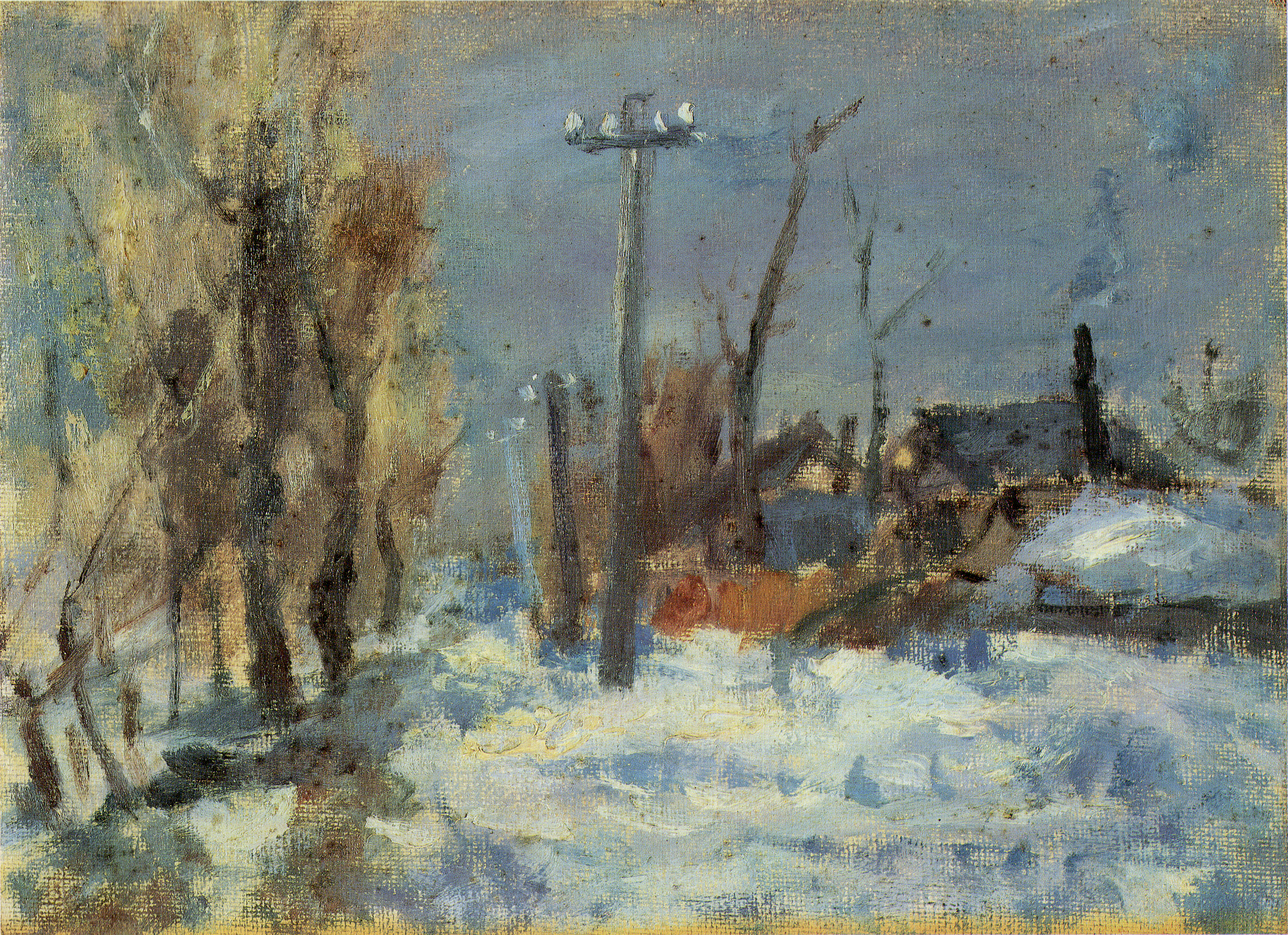
木田金次郎作「残雪風景」1927年
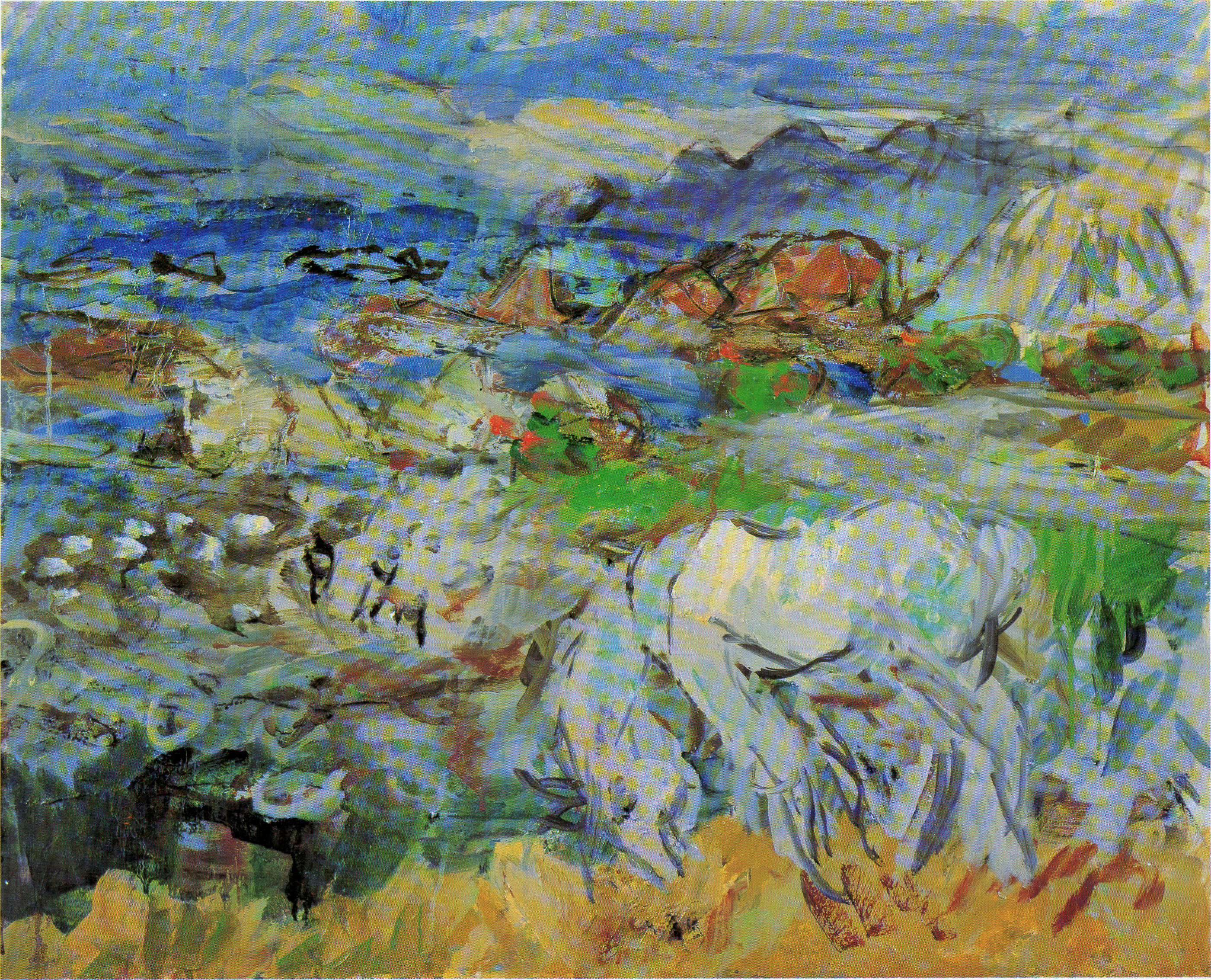
木田金次郎作「白い馬」1962年
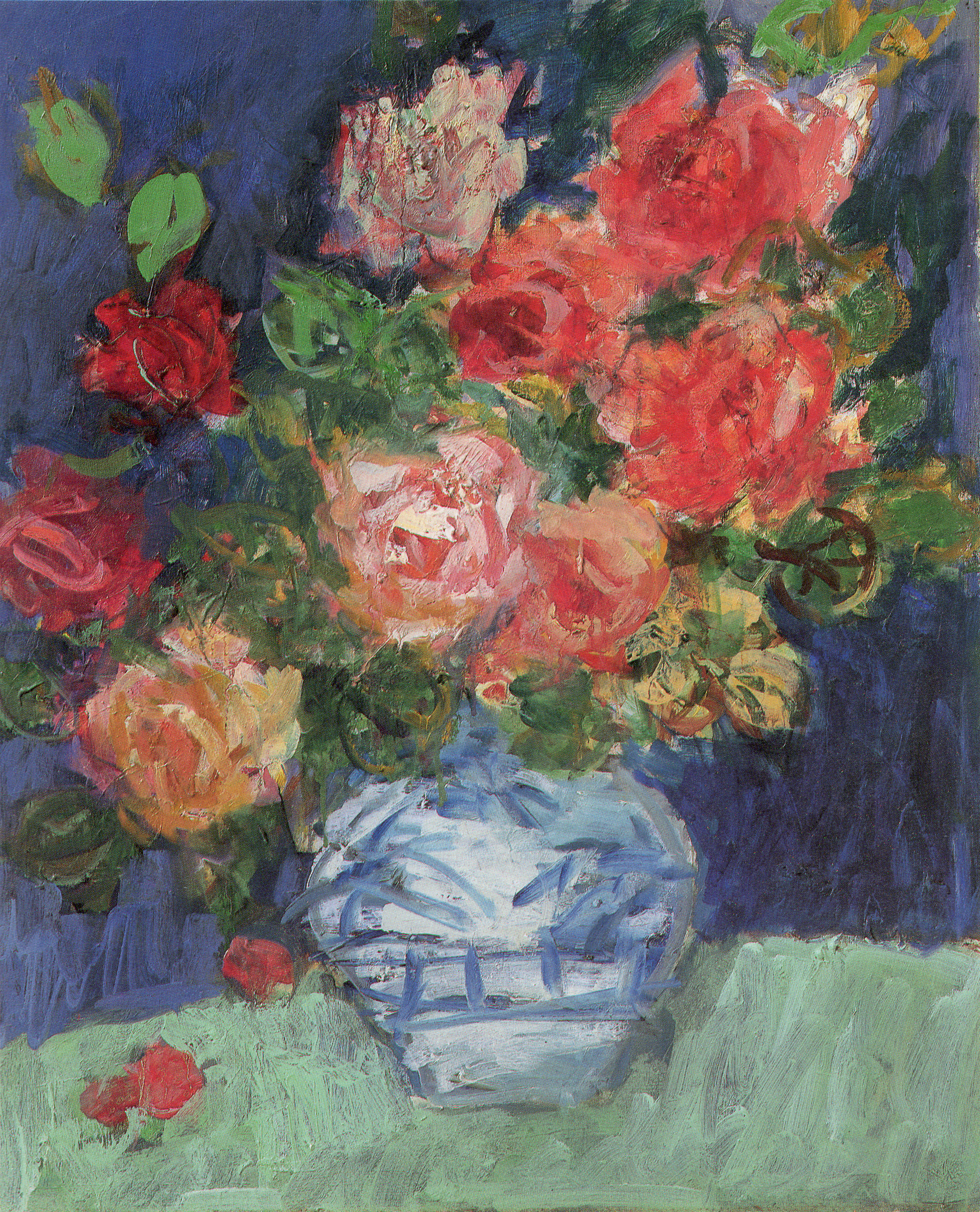

## 受賞歴
- 1950年、岩内町文化賞
- 1954年、北海道文化賞
- 1957年、北海道新聞文化賞